# Menat, Puy-de-Dôme

Menat este o comună în departamentul Puy-de-Dôme, Franța. În 1 ianuarie 2022 avea o populație de 543 de locuitori.